# Чубан ибн Алибек
Амирчуфа́н ибн Мухаммад (XI век — начало XII века) — правитель государства Кайтаг в конце XI века. Источником информации о жизнедеятельности Амирчуфана является «История Маза». Амирчуфан был правнуком Уцмия Амир-Чупана и переселился с Мазы в Башлы.

## Биография
Амирчуфан являлся потомственным газием, чьи предки захватили территорию, ставшей впоследствии Ширван и Дербент. Газии атаковали Дагестан во второй четверти XI века, согласно „Истории Маза“: «перебили их дородных и могучих эмиров, взяли в плен их женщин и мальчиков, после того как убили их храбрецов и их знать, и разграбили... различные виды их имуществ. В числе эмиров, которых они убили у неверующих, эмир вилайата Кайтак султан Гаданфар Беглец. Сам он был убит, дочери его взяты в плен, а имущества их разграблены». Его престол Амирчуфан занял «с блеском и спокойствием, пышностью и величавостью». В стране «он построил многочисленные цветущие населённые равнинные селения». Столицей стал город, именуемый крепостью корейшитов, превращённая из села Урцмуцы в «обитель... власти», «расположенный на холме, в ущелье, над рекой, поблизости от большого города», известного ныне как Кубачи. С эмирами неверующих вилайата Гумук он заключил договор.
В „Истории Ширвана и ал-Баба“, в связи с событиями 1066 года упоминаются „гумикские неверные“, а курдский историк Масуд ибн Намдар конца XI века сообщает о том, что ширваншах Фарибурз I пытался обратить жителей этого владения в ислам и подчинить. Лишь в местных исторических хрониках используется не только наименование „Г̣умик̣“, но и „К̣умук̣“, понимаемое как столица, так и как государственная единица. Из достоверных источников XI—XII веков становится известно, что мусульмане из Ширвана захватили населённый „неверными“ христианами Кумух в начале второй половины XI века (в одной из поэм, посвящённых Фарибурзу, есть строки: „Разве отряд войска Вашего не совершил набег и Гумиком не овладел врасплох?“), а ислам его жители приняли лишь в последние годы этого века.
Амирчуфан принял участие в этом газийском походе, как сказано в „Истории Маза“: «Через небольшой промежуток времени, однако, он тайно» обманом покорил город Кумук и всё это владение «после того, как заключил договор с кумукскими эмирами, ибо война — обман». В „списке Ж“ сказано, что договор нарушили кумухские неверующие. В Кумухе Чуфан поставил правителем Шамхала, который был потомком Аббаса. Из писем конца XI века ширваншаха Ферибурза обществу Гумика явствует, что: это был момент установления ислама в качестве господствующей религии в Гумике; Гумик остался независим («нету нас жажды ни к хараджу их, ни надежды на налоги их»); во главе Гумика не было какой-либо династии.
Чуфан на этом не остановился, продолжая брать село за селом и заключать с помощью браков военные альянсы. В частности отправил послов султану Фаридуну, с чьим отцом Ферибурзом они совместно брали неверный Гумик, через которых ему он завещал дружеские и добрососедские отношения с обязательством взаимопомощи в войнах с „неверными“.
С двумя эмирами Куруша, Исмаилбеком и Хасанбеком, он заключил договор, после взял харадж, джизью и ушры (в «списке Ж» упомянут ещё и закят) со всех горцев вплоть до округов города Шамахи.
Затем, после захвата Гумика, газии двинулись к южным горам, в Аварию., где правил неверный Суракат, оставивший ислам в пользу язычества. Газии считали Сураката врагом ислама, вели с ним ожесточённую войну за покорение Аварии. В записках также говорится, что «Аварцы были тогда уже, как и теперь первенствующим народом в нагорном Дагестане и дали Арабам долгий и кровавый отпор». Войско газиев под руководством шейхов Ахмада, Абдуллы, Абу-Муслима и Абд-л-Муслима направилось из Кайтага в Аварию. Сначала они одолели Кахру в Гельбахе, где погибли Ахмад и Абдулла. Далее газии двинулись на Хунзах, взяв его штурмом; погиб Абдул-Муслим. По одной версии в этом сражении Суракат погиб, по другой бежал вместе с семьёй в Тушетию. Абу-Муслим устанавил в Хунзахе теократическое правление газиев.
Позже Чуфан направил к ширваншаху Фаридуну послание; был достигнут консенсус в отношении благ и важных дел. Фаридун посватал дочь газия для своего сына, султана Кайкубада (в «списке В» данная фраза имеет следующий вид: «Кайкубад посватал его дочь»), а его сестру — для другого сына («список Г» — «для своего сына»), султана Сулаймана. По другой версии эти брачные союзы произошли при наследнике Амирчуфана.